# Acanthiophilus helianthi
Espèce
Acanthiophilus helianthi, la mouche du carthame est une espèce d'insectes diptères de la famille des Tephritidae. Cette mouche vit à l'état naturel dans le sud de la France et parasite une plante sauvage ubiquiste, Carthamus oxyacantha. Dans d'autres régions et pays (Iran, (région de Gachsaran), elle attaque des plantations de carthame des teinturiers (Carthamus tinctorius). Elle sévit aussi au Pakistan, en Irak.

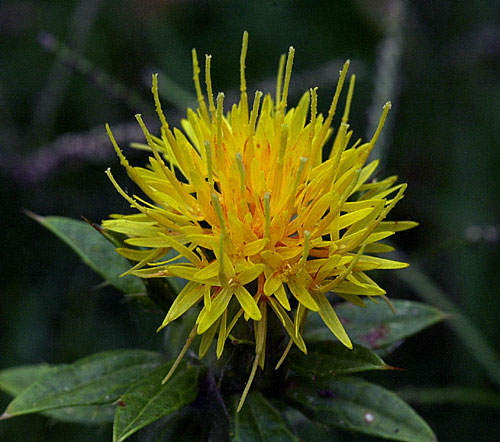
Fleur de carthame des teinturiers

## Biologie
La mouche pond entre les bractées des capitules fleuris, début juin. La période d'incubation des œufs est de 3 jours. Les larves se nourrissent des parties tendres des fleurs des capitules puis forment chacune une pupe. Les pupes vont passer l'hiver laissées dans les champs après la récolte. Une à onze pupes se développeront par capitule. Les adultes vivent de 1 à 13 jours en laboratoire.
D'autres plantes de la famille des Astéracées sont infestées, comme Silybum marianum, Sonchus oleraceus et Carthamus oxyacantha. Des parasitoïdes de la famille des Braconidae comme Bracon sp. attaquent les larves. Ce sont des auxiliaires de lutte biologique.